# ユージン・サンドウ
ユージン・サンドウ（Eugen Sandow ドイツ語: [ˌɔʏ̯ɡeːn ˈzandoː] 英語: [juːˌdʒiːn ˈsandoʊ], 1867年4月2日 - 1925年10月14日）は、ボディビルダーの先駆者で、"近代ボディビルの父"と呼ばれている。

## 初期

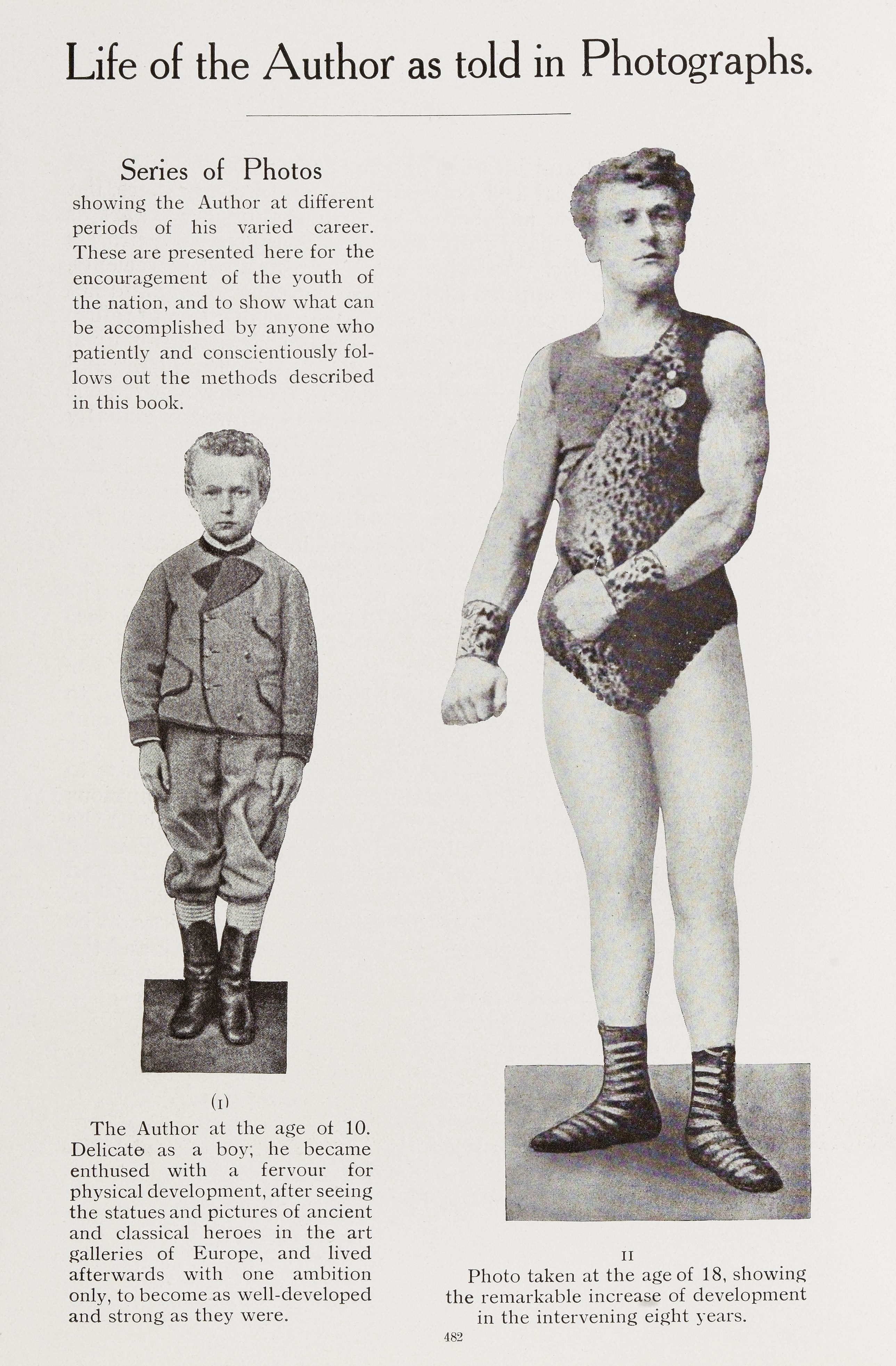
サンドウ10歳時（左）と18歳時

1867年、プロイセン王国のケーニヒスベルク（現在のロシア連邦カリーニングラード）でフリードリヒ・ヴィルヘルム・ミュラー（Friederich Wilhelm Müller）として生まれた。幼い頃は虚弱であったが、イタリアで見た古代ローマの彫刻像の肉体に魅せられ、指導者に付いて体を鍛え始める。毎日の肉体鍛錬のほか、解剖学も研究した。

## 経歴

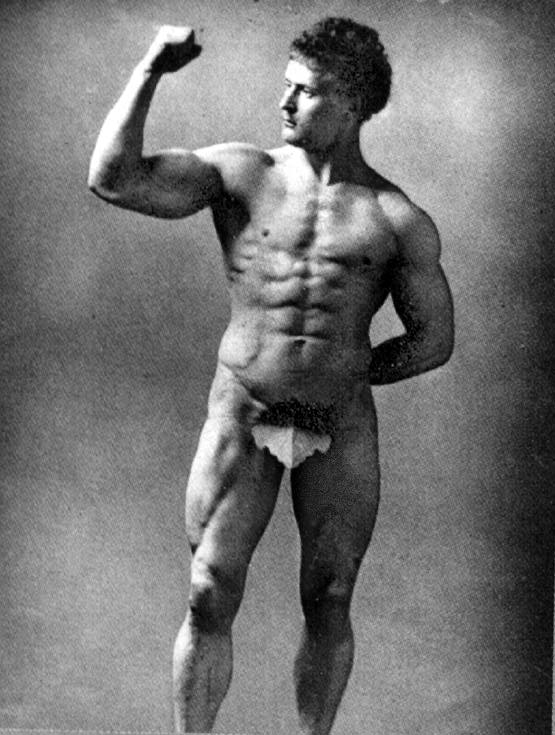
1889年撮影

19歳の頃には既に怪力スタントをパフォーマンスするだけの実力を身に付けており、後にレビューの天才と呼ばれる事になるフローレンツ・ジーグフェルドは、この若きサンドウを発掘し、興行の為に雇い入れた。サンドウは様々な怪力技で、ジーグフェルドが見出した最初のスターとして瞬く間にセンセーションを巻き起こした。1889年にはロンドンのストロングマンコンテストで優勝し、有名となった。
サンドウは興行でヨーロッパ全土を渡り、1893年にはアメリカに上陸、シカゴで開催された世界コロンビア博覧会でパフォーマンスを披露した。
1894年にブランチ・ブルックス・サンドウと結婚し、２人の娘をもうけた。また、ロンドンに体育学校を開いた。
サンドウは1901年9月14日、イギリス・ロンドンのロイヤル・アルバート・ホールにて世界最初のボディビル・コンテストである"グレート・コンペティション"を主催した。

## 遺産
彼のボディビル競技への功績を後世に伝える意味を込めて、フレデリック・ポメロイの彫刻による銅製のサンドウ像が、ミスター・オリンピアの勝者に1977年より贈呈されている（この像はシンプルに"サンドウ"と呼ばれている）。

## 日本への紹介

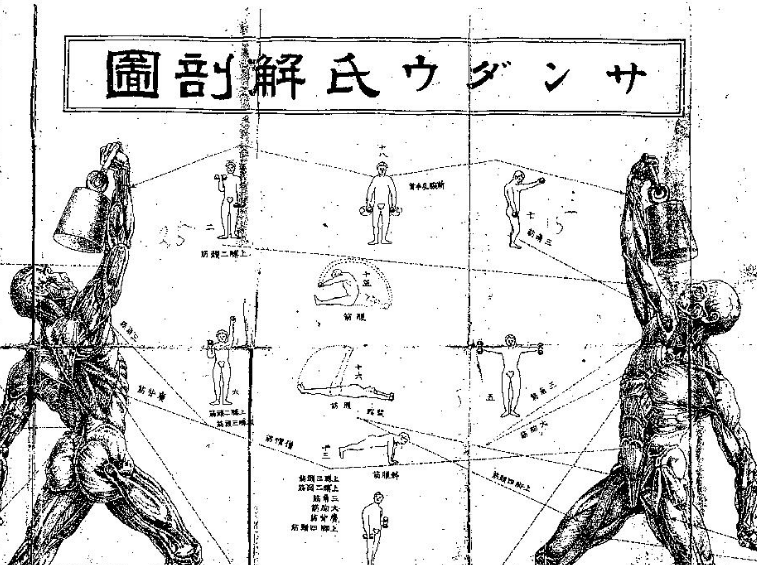
邦訳に付けられた人体解剖図

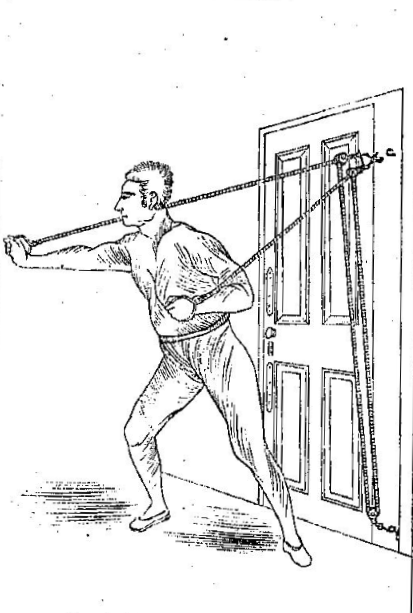
サンドウの筋肉訓練法

サンドウのトレーニング法は、明治時代、欧州視察中にサンドウを知った嘉納治五郎によって日本にも紹介された。